# Schloss Diepenbrock

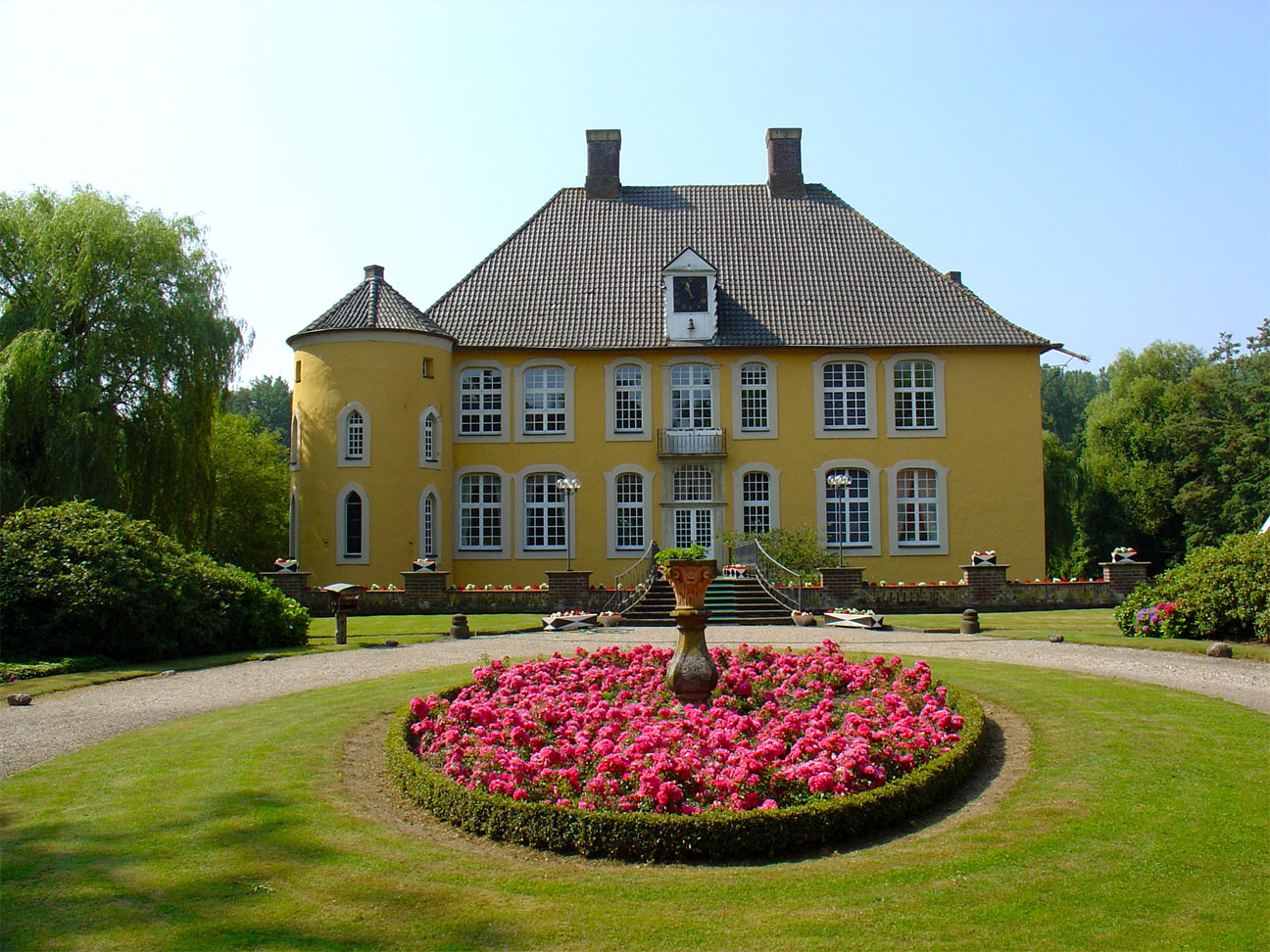
Vorderseite des Herrenhauses

Schloss Diepenbrock, auch Haus Diepenbrock genannt, ist ein kleines Wasserschloss bei Barlo, einem zu Bocholt gehörenden Dorf nahe der niederländischen Grenze im Kreis Borken, Nordrhein-Westfalen. Seinen Namen erhielt das Anwesen von dem westfälischen Ausdruck für die unwegsame Sumpflandschaft, von der es einst umgeben war: „diepen brock“ bedeutet so viel wie „tiefer Bruch“.

## Beschreibung

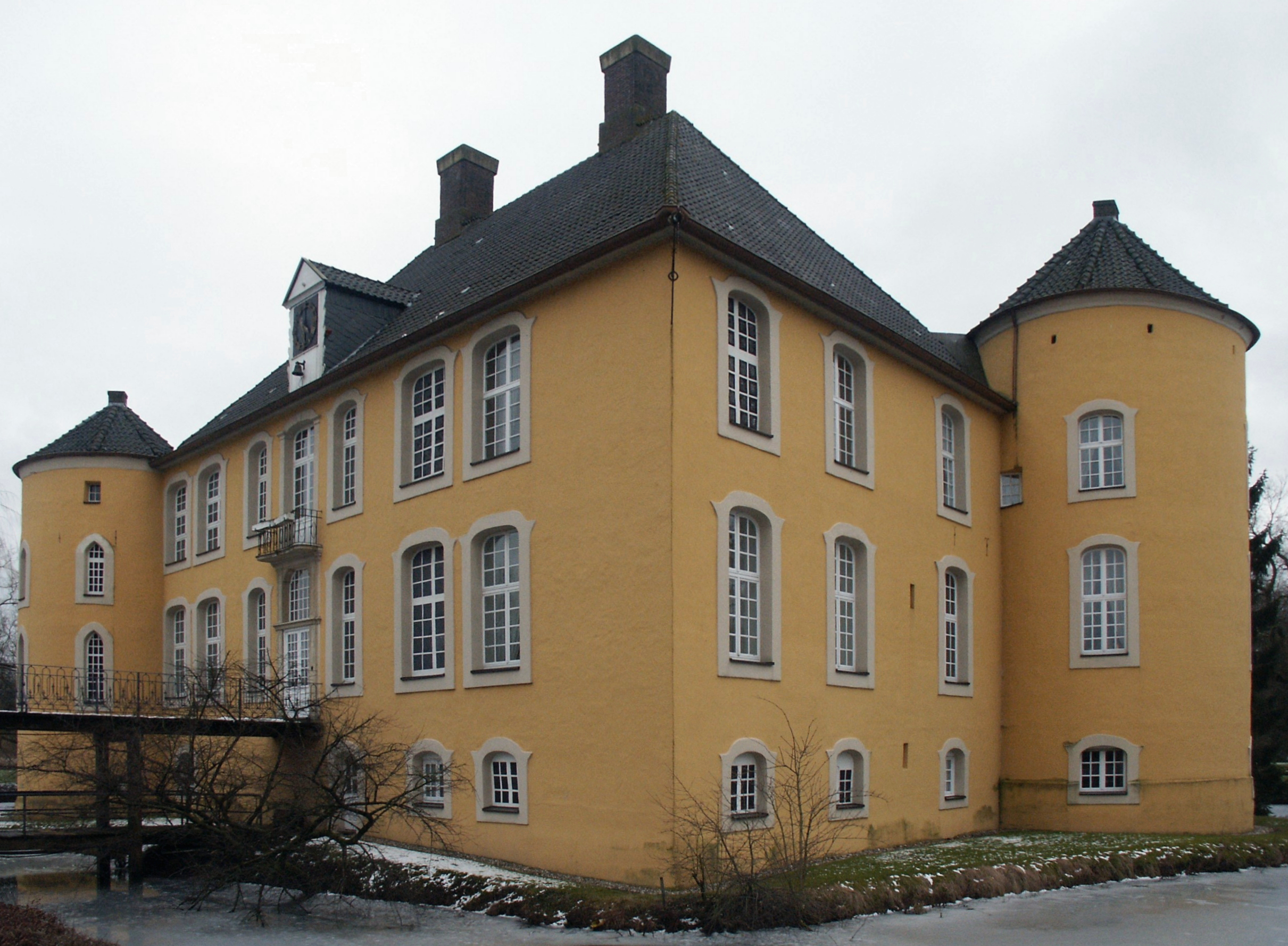
Das Herrenhaus des Schlosses von Nordwesten

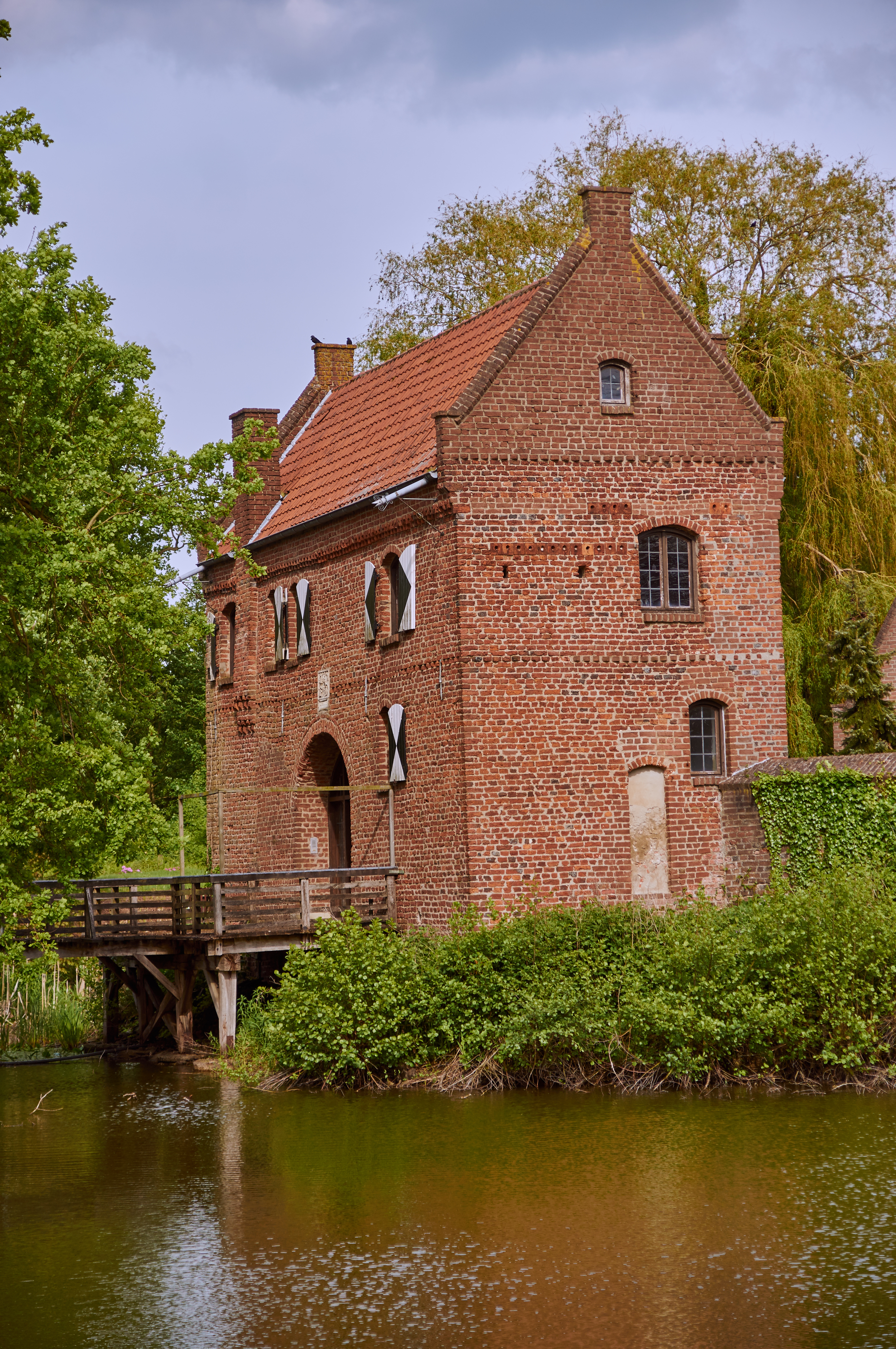
Das einstige Torhaus

Das gesamte Schlossareal ist im Norden, Osten und Süden von einer Gräfte umgeben, die an der Westseite in einen länglichen Schlossteich übergeht.

### Gebäude
Das im Stil des Barocks gehaltene Herrenhaus des Schlosses steht auf einer eigenen, kleinen Insel, die durch Wassergräben von den übrigen Schlossgebäuden getrennt ist. Das Gebäude ist ein rechteckiger, 15,5 mal 25,26 Meter messender Baukörper mit zwei Geschossen, der von einem hohen Walmdach abgeschlossen ist. Seine älteste Bausubstanz stammt wohl noch aus dem 15. Jahrhundert und findet sich im heutigen südöstlichen Eckraum sowie im Mittelraum des Erdgeschosses. An den sich diagonal gegenüberliegenden Südwest- und Nordost-Ecken besitzt das Gebäude je einen runden Eckturm mit flachem Kegelhelm und einigen Scharten. An der Nordseite führt eine kleine Freitreppe mit anschließender Brücke zum Eingang des Hauses. Sein heller Sandstein hebt sich gemeinsam mit den Fenstergewänden gut von dem gelben Anstrich der Fassade ab.
Nördlich und westlich des Herrenhauses stehen die Gebäude des ehemaligen Hofguts. Dazu gehört ein Wirtschaftsgebäude aus dem Jahr 1710 und ein Torhaus aus Backstein von 1532, das einen Dreistufengiebel besitzt. Die zu ihm führende Zugbrücke überbrückt die äußere Gräfte, ist jedoch mittlerweile ohne Funktion, da die rundbogigen Toröffnungen des Gebäudes heute nicht mehr als Eingang dienen, sondern mit Fensterscheiben versehen sind.

### Park
Das Schloss ist von einem weitläufigen Park umgeben, der außerhalb der inneren Schlossgräfte für die Öffentlichkeit zugänglich ist. Obwohl aus der Barockzeit stammend, ähnelt er mit seinen großen Rasenflächen und einigen, kleineren Blumenbeeten stark einem Landschaftsgarten. Auch wenn sein heutiges Aussehen auf Wiederherstellungsarbeiten in den 1980er Jahren zurückgeht, besitzt er dennoch einen teilweise sehr alten Baumbestand, darunter uralte Eiben, Trauerweiden, Zypressen sowie einen Tulpen- und einen Mammutbaum.

## Geschichte

Bauphasen des Herrenhauses

Die Herren von Diepenbrock finden schon in Urkunden des 12. Jahrhunderts Erwähnung. Es ist aber nicht geklärt, ob zu jener Zeit auch schon ein gleichnamiges Haus existierte. 1268 ist Heinrich von Diepenbrock als Besitzer bezeugt. Als Festes Haus wurde es urkundlich erstmals 1326 als Arnheimisches Lehen im Besitz des Gerhard von Diepenbrock erwähnt. 1520 kam es durch Heirat von Anna, der Erbtochter des Gert von Diepenbrock, an die aus Utrecht stammende Familie ihres Mannes, Zeyne von Welfelde (auch Welfeld, Welfeldt und Welveld geschrieben). Sie blieb die nachfolgenden zwei Jahrhunderte im Besitz Diepenbrocks und ließ die Anlage während dieser Zeit mehrfach erweitern und umbauen. So erfuhr der damalige rechteckige Bau des Festen Hauses eine Erweiterung nach Norden. Dabei wurden ihm ein runder Nordost-Turm mit einer Kapelle im Erdgeschoss sowie die heutigen, nordöstlichen Räume im Keller- und Erdgeschoss angefügt, sodass der Bau insgesamt einen L-förmigen Grundriss besaß. Die beiden Gebäudeflügel umschlossen gemeinsam mit einer Mauer einen kleinen Innenhof, der nordwestlich des Hauses lag. In der hofseitigen, von den Gebäudeflügeln gebildeten Ecke stand ein kleiner quadratischer Treppenturm, der das Gebäude um drei Etagen überragte und eine schiefergedeckte Welsche Haube besaß. Die Geschosse des Rundturms, der als Dach einen steilen Kegelhelm besaß, waren an der Außenfassade durch Friese voneinander abgesetzt. An der Nordfassade des Hauses befand sich links neben dem Eingang ein vorkragender kleiner Erker.
Bei einer zweiten Erweiterung wurde der kleine Hof überbaut, sodass Haus Diepenbrock anschließend einen nahezu quadratischen Grundriss besaß. Über dem Portal fand sich zu jener Zeit ein Wappenstein oder eine Hausinschrift. Wie beim nordöstlichen Rundturm konnte man am Erweiterungsbau die Lage der Geschosse von außen anhand von Friesen erkennen.

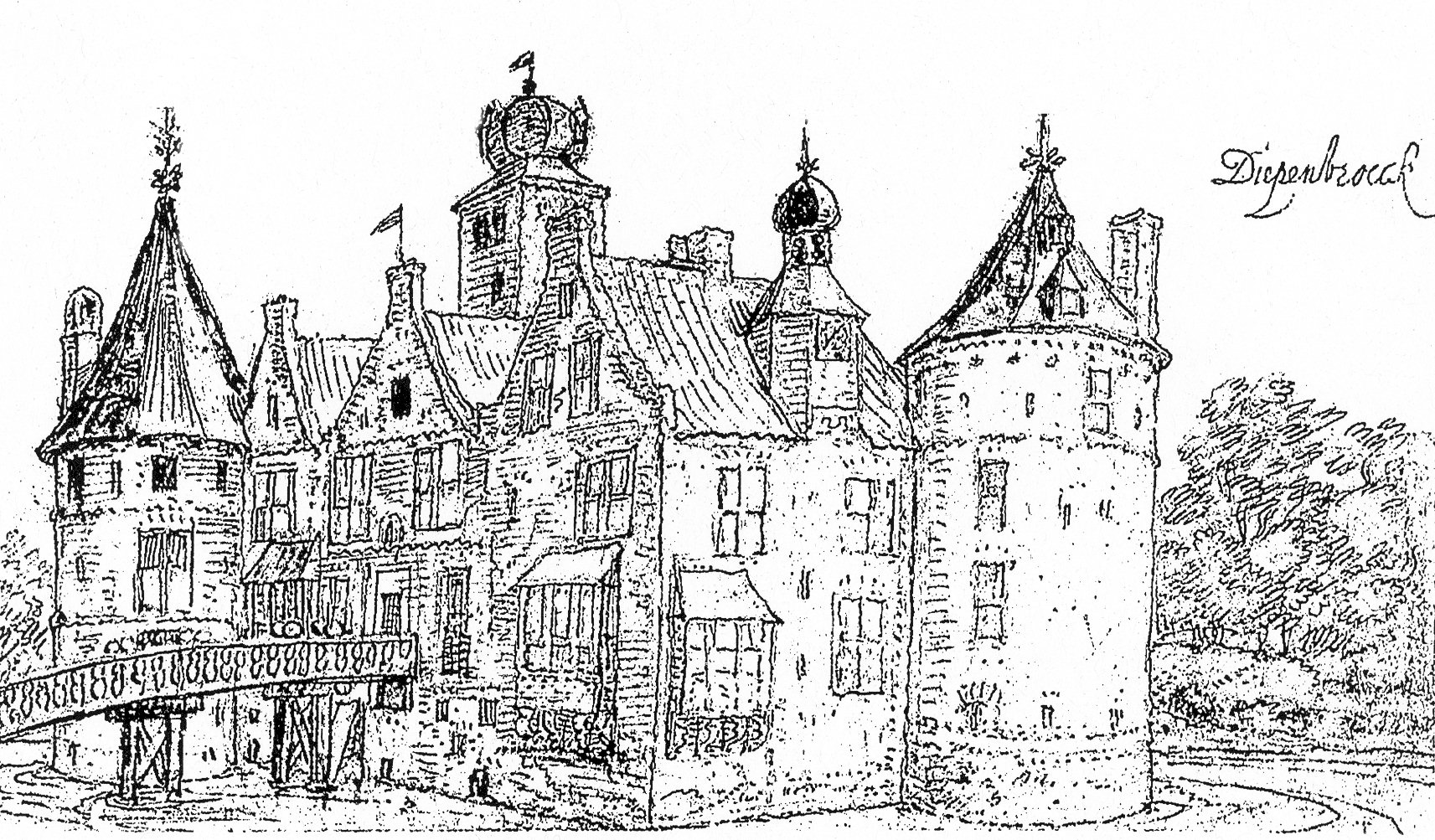
Zeichnung des Schlosses vor dem Umbau ab 1736

Bei einer dritten Bauphase wurde das Gebäude durch den heutigen, nordöstlichen Teil inklusive des mächtigen Rundturms an der Südwest-Ecke erweitert. Um etwa ein Drittel seiner vorherigen Bausubstanz vergrößert, hatte es damit seine heutigen Ausmaße erreicht. Das Herrenhaus besaß nach der Erweiterung an der Nord- und West-Fassade je einen Erker mit drei Fenstern, die auf vorkragenden Steinkonsolen standen. Aus der westlichen Dachseite ragte ein schlanker, achteckiger Turm mit Welscher Haube und Laterne heraus, der die Geschosse des neuen Anbaus mit einer Treppe erschloss. Das Aussehen der Anlage nach dieser dritten Erweiterung ist durch eine erhaltene Zeichnung aus dem letzten Viertel des 17. Jahrhunderts dokumentiert. Sie zeigt, dass die alte Wasserburg durch diverse Anbauten allmählich ihre Wehrhaftigkeit verloren hatte und zu einem Wohnschloss geworden war.
Nachdem die direkte Linie derer von Welfelde 1717 ausgestorben war, verkaufte Johann Zeger von Welfelde den Besitz mitsamt den darauf lastenden Schulden 1732 an den westfälischen Freiherrn Johann Anton Franz von Graes zu Loburg. Er ließ die damalige Anlage ab 1736 im Stil des Barocks umbauen und gab ihr damit im Wesentlichen ihre heutige äußere Gestalt. Dabei wurden die vier Bauteile aus dem 15. bis 17. Jahrhundert zu einem einzigen Baukörper zusammengefasst und unter einem gemeinsamen Dach vereint. Der Umbau sollte eine bis dato nicht vorhandene Gleich- und Regelmäßigkeit der Anlage herstellen. So wurde das dritte Geschoss des Südwest-Turms abgetragen, damit beide Ecktürme die gleiche Höhe besaßen, und die Erker an den Außenseiten entfernt. Das Gebäude wurde mit einer 24 cm starken Mauer ummantelt und die Fensterachsen symmetrisch angeordnet. Zudem ließ der neue Besitzer im Inneren die zerstörte Schlosskapelle wiederherstellen. Auch der Garten wurde in das barocke Konzept integriert. Von 1749 bis 1765 war der Landmesser Johann Heinrich Berteling am Schloss Diepenbrock tätig. Von Norden kommend wurde eine Allee entlang der zentralen Achse angelegt, die sich südlich des Herrenhauses im damaligen, geometrisch angelegten Garten fortsetzte. Zur gleichen Zeit wurde die Fachwerkscheune nordwestlich des Herrenhauses errichtet.

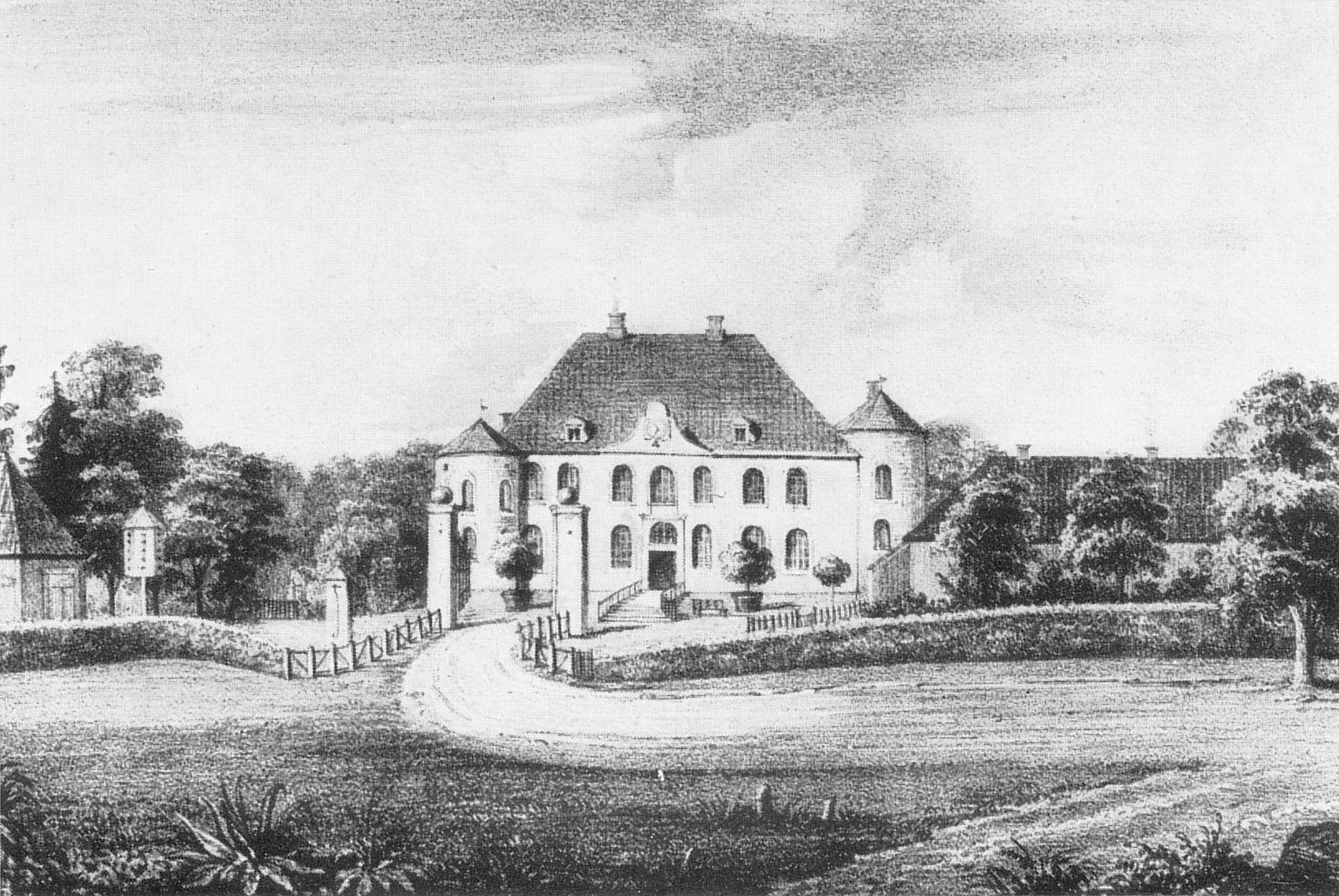
Kupferstich des Schlosses, vor 1837

Johann Antons Enkel Ferdinand von Graes erbte den Besitz kurz nach 1800. Aus der 1811 geschlossenen Ehe mit Anna Karoline von Kolff auf Haus Hameren in Billerbeck gingen keine Kinder hervor, sodass Ferdinands Neffe, Clemens Goswin von Beesten, das Schloss 1871/73 erbte. Er nahm nachfolgend den Namen Graes an.
Die damaligen Schlossherren ließen die Anlage ab den 1970er Jahren von Grund auf restaurieren und modernisieren. Dabei wurde darauf Wert gelegt, dass die bereits jahrhundertealte Innenausstattung erhalten blieb, sodass auch heutzutage in den Räumen noch Möblierung und architektonische Elemente aus der Zeit des Rokoko vorhanden sind. Hinzu kam ein Neubau aus Backstein, der gemeinsam mit einigen umliegenden Gebäuden bis 2012 ein Hotel-Restaurant beherbergte. Das einstige Torhaus dient heute zu Wohnzwecken.
Im Zuge der Arbeiten wurde auch der Schlosspark wiederhergestellt. Es galt, 20.000 Kubikmeter Teiche zu säubern, 2500 Meter Uferböschung zu erneuern sowie 5200 Quadratmeter Platz- und Wegeflächen zu überarbeiten. Hinzu kam die Neuanlage von 23.000 Quadratmetern Rasenfläche und die Neubepflanzung von 14.000 Quadratmeter sonstiger Parkflächen.
Anfang 2022 kaufte Gisbert Tenhofen, Großonkel der bisherigen Besitzerin Baronesse Clara-Maria Freiin von Graes, das Anwesen. Die Familien Tenhofen und Knuf bauten das einstige Schlossrestaurant zu einem Cafe um und renovierten die 15 Hotelzimmer. Das Schloss wird im Moment privat genutzt.